# Bunderneuland
Bunderneuland ist eine Reihensiedlung im Rheiderland, einem ostfriesischen Landstrich im Nordwesten Deutschlands. Politisch gehört es zur Gemeinde Bunde und ist Teil der Ortschaft Dollart. In Bunderneuland leben rund 120 Einwohner.
Die Reihensiedlung entstand auf sehr fruchtbaren Kleimarschböden, die jedoch nur etwa 0,2 bis 0,3 Meter über dem Meeresspiegel (HNH) liegen und durch das Wymeerer Sieltief und das Bunderneulandtief in nördlicher Richtung in den Dollart entwässert werden.

## Geschichte
Frühester Nachweis der Anwesenheit von Menschen auf dem Gebiet des heutigen Bunderneulands ist ein mittelsteinzeitlicher Siedlungsplatz mit einer Kochgrube und Feuersteinklingen, der 1993 beim Bau der Autobahntrasse westlich von Bunde und an der nördlichen Grenze von Bunderneuland unter Klei und Torf entdeckt wurde. Der Dollarteinbruch räumte die ursprüngliche Moorlandschaft im späten Mittelalter weitgehend aus und machte die Landschaft damit unbewohnbar. Dies änderte sich erst, als gegen den Willen der Bewohner der umliegenden Dörfer wohl auf Initiative von Privatunternehmern aus dem westerlauwerschen Friesland im Jahre 1605 der Bau eines Deiches von Bunde nach Neuschanz begann. Das so dem Meer abgerungene Bunderneuland erschlossen die Unternehmer durch den Mittelweg (die heutige Straße Kreisstraße 34 mit dem Namen Bunderneuland), an dem sie in der Folgezeit etwa 15 Bauernhöfe auf warftartig erhöhten Hauspodesten errichtet ließen. Anschließend verpachteten sie die Höfe. Erstmals wird das Dorf im Jahre 1645 als Bunder Newelandt genannt. Der Name bezeichnet das Gebiet als das zu Bunde gehörige Neuland.

## Autobahnraststätte Bunderneuland

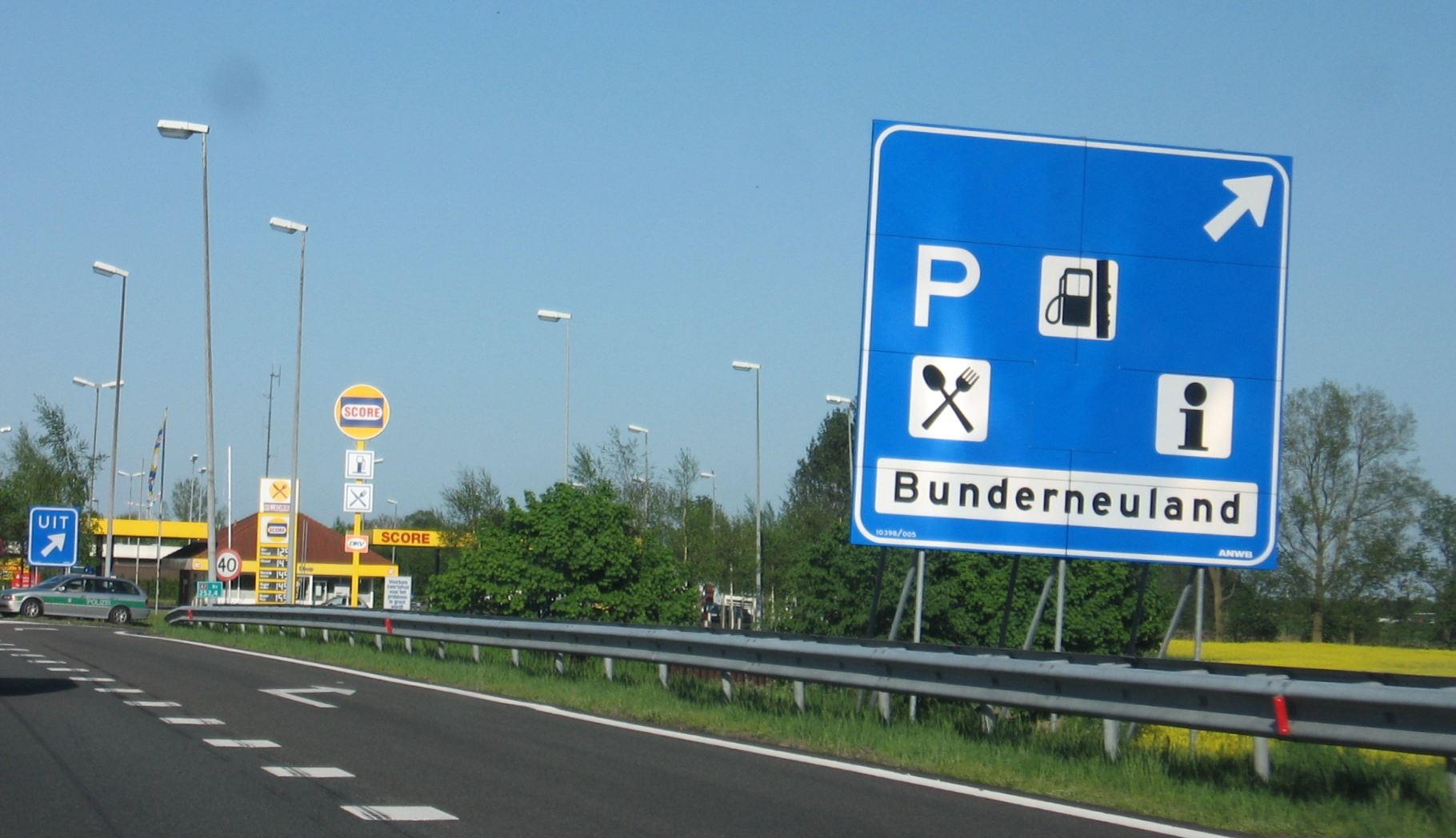
Zufahrt zur Autobahnraststätte Bunderneuland

Nach Bunderneuland wurde auch die Autobahnraststätte Bunderneuland benannt. Diese stellt eine Einzigartigkeit dar, da sie sich zwar auf deutschem Gebiet befindet und dementsprechend Produkte nach deutschem Recht verkauft werden, jedoch an die entlang der Grenze verlaufende niederländische Autobahn Rijksweg 7 angeschlossen ist und ausschließlich über diese in östlicher Fahrtrichtung erreicht werden kann. 
Zwischenzeitlich wurde an der Raststätte über viele Jahre lang die einzige Texaco-Tankstelle in Deutschland betrieben. Mittlerweile wird die Tankstelle durch ein anderes Unternehmen betrieben.